# دودکش (مجموعه تلویزیونی)
دودکش یک مجموعه تلویزیونی ایرانی در سبک طنز به کارگردانی محمدحسین لطیفی و تهیه‌کنندگی زینب تقوایی و نویسندگی برزو نیک نژاد و حسن وارسته است. این سریال در رمضان ۱۳۹۲ از شبکه یک سیما پخش شد و فصل دوم آن یعنی پادری در ماه رمضان سال ۱۳۹۵ به عنوان اسپین‌آف این مجموعه از همین شبکه به نمایش گذاشته شد. همچنین فصل سوم این مجموعه با نام دودکش ۲ به کارگردانی برزو نیک نژاد از ۸ تیر ۱۴۰۰ از شبکه یک سیما پخش شد.
این سریال برای تعطیلات نوروزی سال ۱۳۹۲ تولید شده و قرار بوده در صورتی که سریال پایتخت ۲ آماده نشود، روی آنتن برود و پخش آن پس از تعطیلات نوروز نیز ادامه یابد. اما با آماده‌شدن آن سریال، شبکه یک با انجام تغییراتی در سریال دودکش، این سریال را در ۲۴ قسمت برای ماه رمضان در نظر گرفت.

## داستان
دودکش، زندگی افرادی را در قالب طنز به تصویر می‌کشد که با مشکلات مالی و دیگر درگیری‌های زندگیشان، دست و پنجه نرم می‌کنند. بعضی از آنان مثل فیروز، به خدا توکل می‌کنند و دست روی زانو گذاشته، از جای برمی‌خیزند و بعضی دیگر مثل نصرت، برادر همسر او، نگاه‌شان را به دستان دیگران می‌دوزند.
فیروز مرد خانواده‌دوست و زحمت‌کشی است که به همراه خانواده و آشنایانش، یک قالی‌شویی را اداره می‌کند؛ اما با پلمپ شدن در محل کار و زندگی او توسط مأموران شهرداری، دردسرهایش دوچندان می‌شود.
محل وقوع اصلی داستان یک قالیشویی است که اتفاقات بامزهٔ زیادی در آنجا رخ می‌دهد. هومن برق نورد و بهنام تشکر و امیرحسین رستمی نقش‌های اصلی داستان هستند که پس از کارهای موفق ساختمان پزشکان و دزد و پلیس بار دیگر با همکاری هم سریالی طنز و بامزه روایت می‌کنند.

## دست اندرکاران

### بازیگران
| بازیگران         | نقش                                        |
| ---------------- | ------------------------------------------ |
| هومن برق‌نورد     | فیروز مشتاق، شوهر عفت،برادر افروز و بهروز  |
| سیما تیرانداز    | عفت سوزنچیان، همسرفیروز،خواهر نصرت         |
| امیرحسین رستمی   | بهروز مشتاق،عاشق عالیه،برادر فیروز و افروز |
| بهنام تشکر       | نصرت سوزنچیان،برادر عفت،شوهرافروز          |
| نگار عابدی       | افروز مشتاق،خواهر افروز و بهروز،همسر نصرت  |
| جواد عزتی        | حاجی انصاری                                |
| محمدرضا شیرخانلو | پوریا مشتاق،پسر عفت و فیروز                |
| الناز حبیبی      | عالیه سوزنچیان، دختر عموی عفت و نصرت       |
| یاس نوروزی       | پریا مشتاق،دختر عفت و فیروز                |
| اردشیر کاظمی     | علیرضا افخمی، صاحب خانه نصرت و افروز       |
| لیدا عباسی       | خانم دبستانی، مدیر مدرسه ی پوریا           |
| نصرت میرعظیمی    | هوشنگ، کارگر فیروز                         |
| مهدی دانایی مقدم | صفدر، کارگر فیروز                          |
| سید رضا حسینی    | رجب، کارگرفیروز                            |
| نوید خداشناس     | نوید کبابی                                 |
| گیتی معینی       | مادر زن نوید کبابی                         |
| رونیکا محمدی     | رونیکا سوزنچیان، دختر نصرت و افروز         |
| محمدعلی تقوی     | یکی از مسئولان اداره و سازمان آب           |
| حسین زمانی       |                                            |
| پوریا میاندهی    |                                            |

### دیگر دست اندرکاران
| کار پشت‌صحنه           | نام عوامل                |
| --------------------- | ------------------------ |
| تهیه‌کننده             | زینب تقوایی              |
| کارگردان              | محمدحسین لطیفی           |
| نویسندگان             | برزو نیک نژاد،حسن وارسته |
| خواننده               | رضا صادقی                |
| موسیقی                | آریا عظیمی‌نژاد           |
| مدیر تولید            | محمد صادق آذین           |
| تصویربردار            | ابراهیم غفوری،امیر امیری |
| صدابردار              | ابراهیم حاتمی            |
| طراح صحنه و طراح لباس | محسن نورزی               |

## فصل دوم
دودکش ۲ یک مجموعهٔ تلویزیونی ایرانی محصول سال ۱۴۰۰–۱۳۹۹ است که به کارگردانی برزو نیک‌نژاد و نویسندگی برزو نیک‌نژاد، محمد تنابنده، شهاب مهربان و تهیه کنندگی زینب تقوایی است که اولین فصل آن با عنوان دودکش به کارگردانی محمد حسین لطیفی و نویسندگی برزو نیک‌نژاد و حسن وارسته بود که در رمضان ۱۳۹۲ پخش شد و با استقبال فراوانی روبرو شده بود. ادامه همان فصل در قالب جدیدی با نام پادری به عنوان اسپین آف سریال و ادامه داستان و در رمضان ۱۳۹۵ از شبکه یک سیما پخش شد.
دودکش ۲ از ۸ تیر ۱۴۰۰ تا ۱۵ مرداد ۱۴۰۰ از شبکه یک سیما پخش شد
در زمان پخش به پرمخاطب‌ترین سریال تلویزیون تبدیل شد و همچنان هم جزو پرمخاطب‌ترین سریال‌های تاریخ تلویزیون است.

### داستان
فیروز مشتاق و خانواده‌اش برای کمک به سیل زدگان ترکمن به سفری می‌روند، در میانه راه بهروز با دختری به نام گندم گماسایی که شغلش عروسک سازی است آشنا و عاشق او شده و در برگشت با او هم‌سفر می‌شوند. نصرت هم حالا در فضای مجازی کار می‌کند و ۱ میلیون دنبال‌کننده دارد.
این خانواده در ادامه راه با مشکلاتی رو به رو می‌شوند که …

### بازیگران
- هومن برق‌نورد درنقش فیروز مشتاق
- سیما تیرانداز درنقش عفت سوزنچیان
- بهنام تشکر درنقش نصرت سوزنچیان
- امیرحسین رستمی درنقش بهروز مشتاق
- نگار عابدی درنقش افروز مشتاق
- الهام اخوان درنقش گندم گماسایی
- محمدرضا شیرخانلو درنقش پوریا مشتاق
- یاس نوروزی درنقش پریا مشتاق
- حسین شهبازی درنقش پارسا مشتاق
- مهنا سیدی درنقش رونیکا سوزنچیان
- هانا عباسی درنقش دورنیکا سوزنچیان
- مریم سعادت درنقش خاله
- شهرام شکیبا درنقش رسول گماسایی
- مجید سعیدی درنقش بازیگر
- نصرت میرعظیمی درنقش هوشنگ
- محمدرضا حسینی‌بای درنقش محمدرضا حسینی‌بای
- حامد وکیلی درنقش مشتری قالیشویی
- فرزاد حاتمیان
- عباس شجاع
- الله قلی نظری
- مهناز کرباسچیان درنقش زن هوشنگ
- حامد احمدجو
- محمود ساعتی
- ابراهیم امیرخانی

## جوایز و نامزدها
| ۱۳۹۳ | چهاردهمین دوره جشن حافظ |                                 |               |          |
| ۱۳۹۳ | چهاردهمین دوره جشن حافظ | بهترین بازیگر زن کمدی تلویزیونی | سیما تیرانداز | نامزدشده |